# Lysandra partimtransformis
Lysandra partimtransformis är en fjärilsart som beskrevs av Bright och Leeds 1938. Lysandra partimtransformis ingår i släktet Lysandra och familjen juvelvingar. Inga underarter finns listade i Catalogue of Life.